# Michiel van der Voort (beeldhouwer)
Michiel van der Voort de oude, variaties Michael, Vandervoort, Vander Voort en droeg ook de bijnaam Welgemaeckt (1667 - Antwerpen, 1737) was een Zuid-Nederlands beeldhouwer.

## Biografie
Michiel van der Voort de Oude is geboren in Antwerpen, 3-1-1667 Hij verbleef te Rome 1689-1690
Van der Voort was lid van de Bentvueghels en leermeester van Jacob Verberckt en Laurent Gillis.

## Werken
Een grote collectie ontwerptekeningen en enkele terracotta beelden (mogelijks ook ontwerpen) door de hand van Michiel van der Voort bevinden zich in de private collectie van Antwerps verzamelaar Charles Van Herck. Deze collectie werd in 1996 door het Erfgoedfonds van de Koning Boudewijnstichting verworven en in 2000 in bruikleen toevertrouwd aan het museum Plantin-Moretus te Antwerpen (prentenkabinet). De beelden werden verworven in 1997 en alsook in 2000 toevertrouwd aan het KMSKA. 
Werken van hem staan onder andere in de Sint-Andrieskerk te Antwerpen, het Koninklijk Museum voor Schone Kunsten van België te Brussel, de Sint-Romboutskathedraal te Mechelen (preekstoel), de Sint-Pauluskerk (Antwerpen) en de Calvarieberg (Antwerpen). 

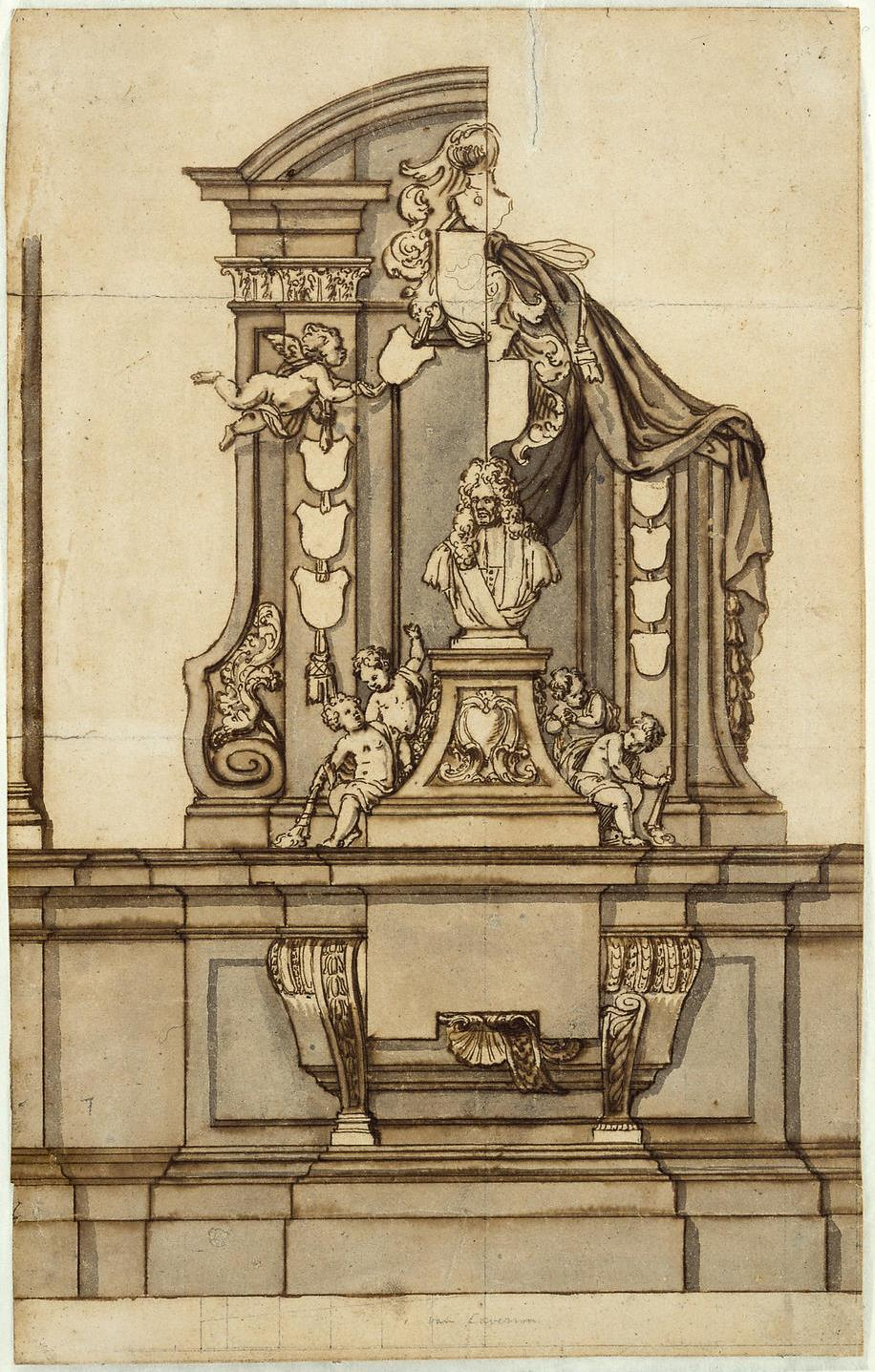
Michiel van der Voort, Ontwerp voor het grafmonument van Jacobus Franciscus van Caverson, Museum Plantin-Moretus (bruikleen Erfgoedfonds)
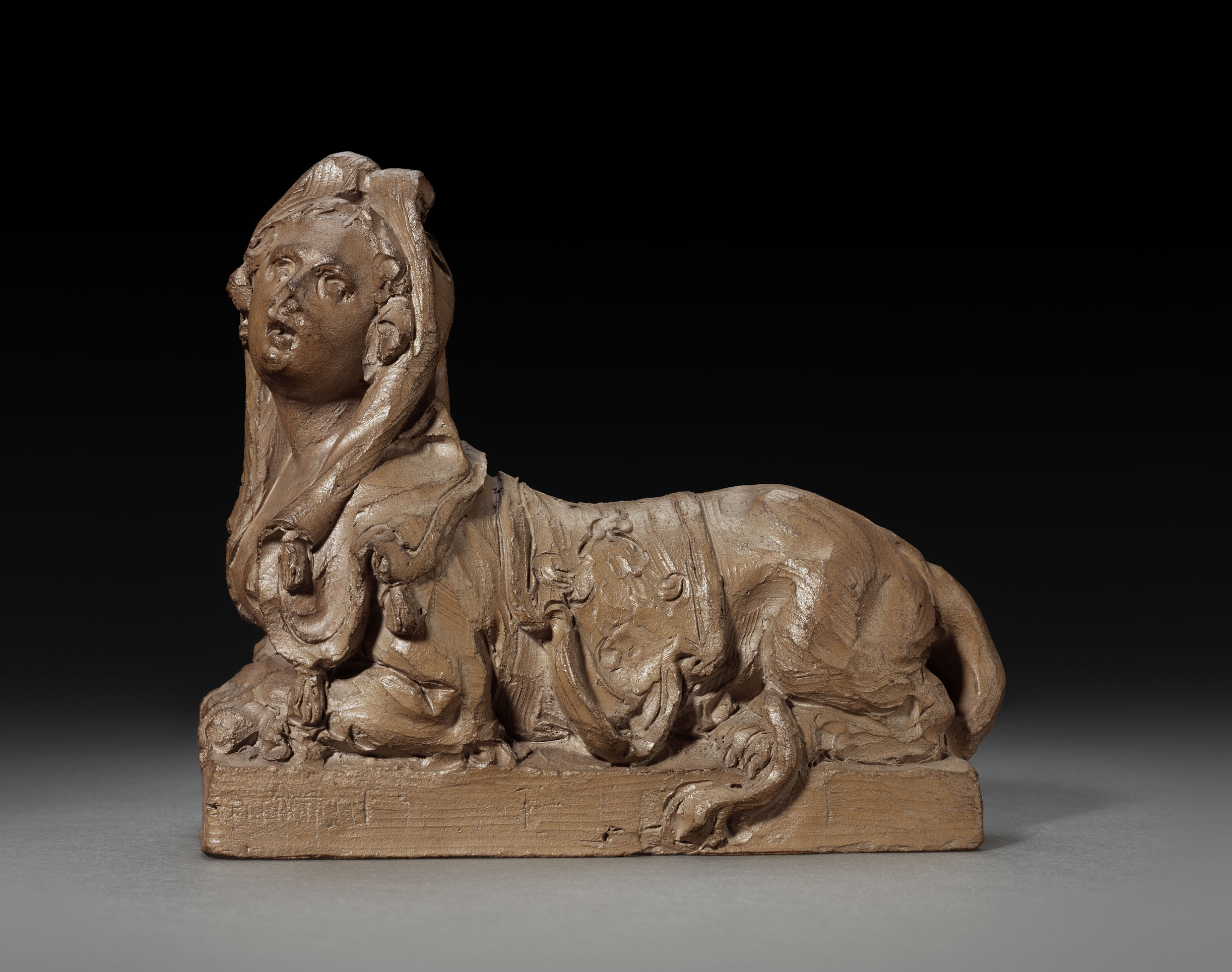
Ontwerp (?) voor een beeld van een sfinx ,KMSKA (bruikleen Erfgoedfonds)
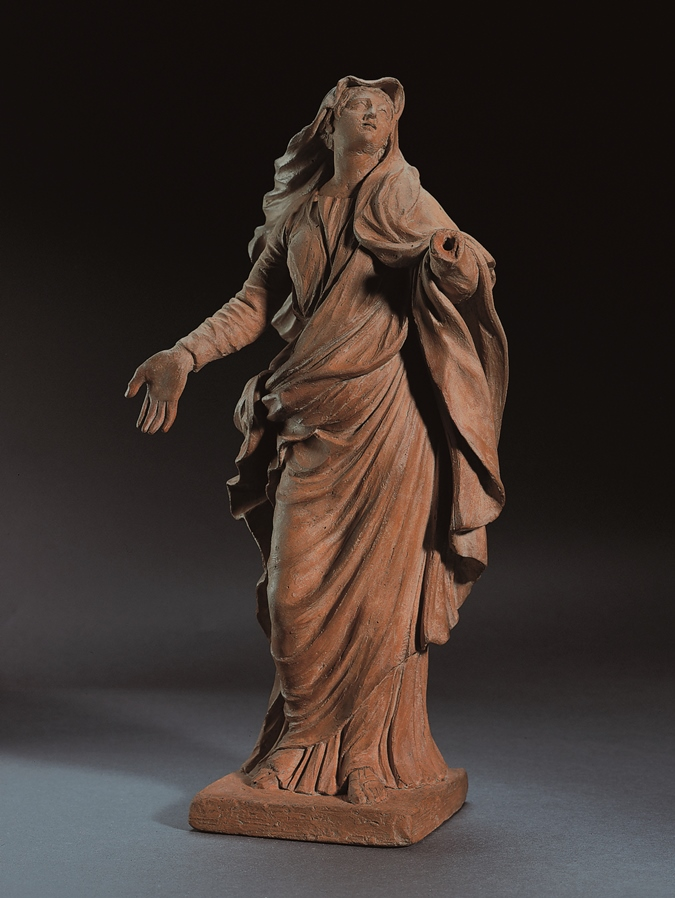
Ontwerp (?) voor een Mariabeeld, KMSKA (bruikleen Erfgoedfonds)
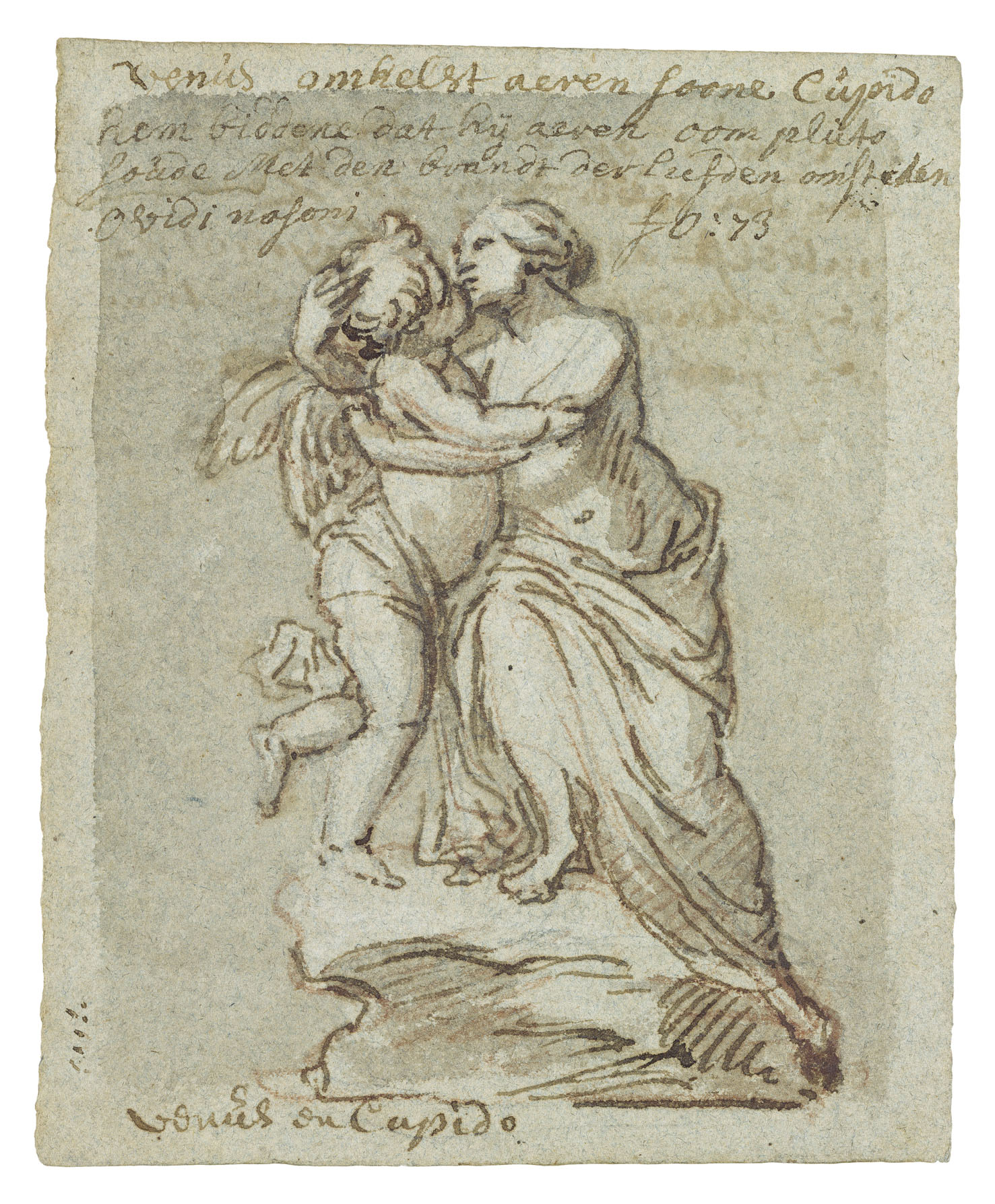
Ontwerp voor een beeld van Venus Cupido omhelzend, Museum Plantin-Moretus (bruikleen Erfgoedfonds)
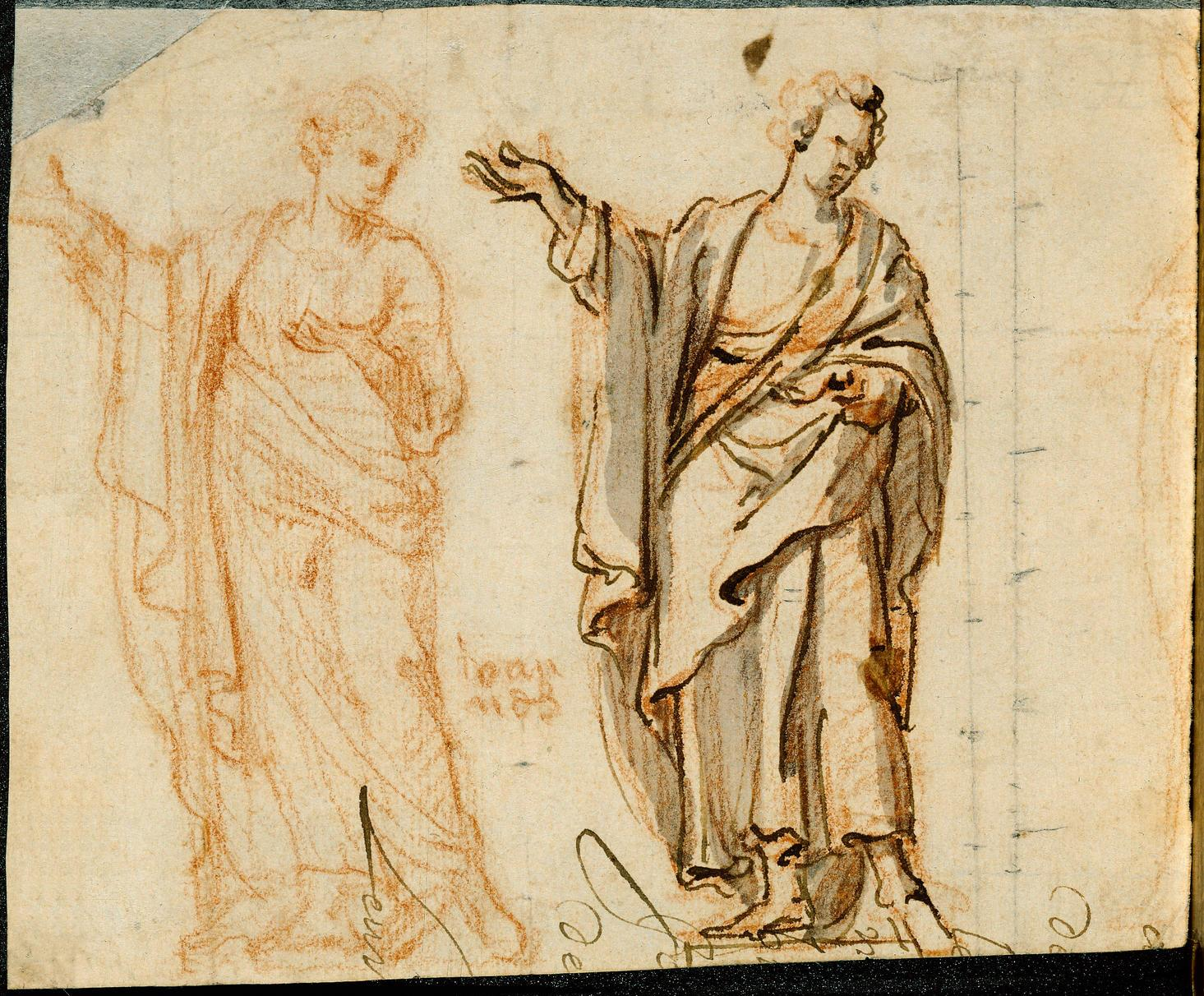
Twee ontwerpen voor het beeld van Johannes de Evangelist, Museum Plantin-Moretus (bruikleen Erfgoedfonds)
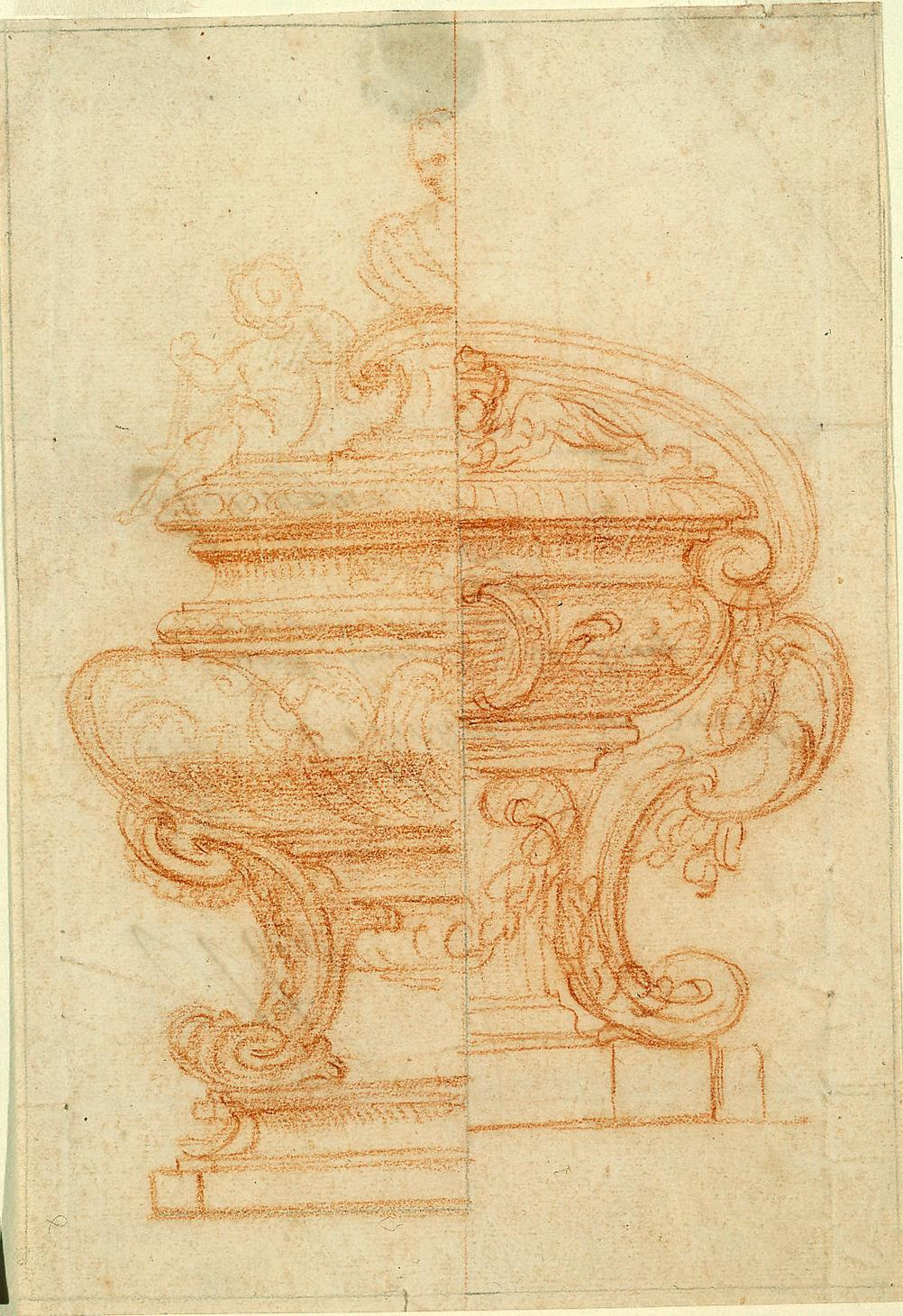
Ontwerp voor een reliekschrijn in de vorm van een tombe, Museum Plantin-Moretus (bruikleen Erfgoedfonds)
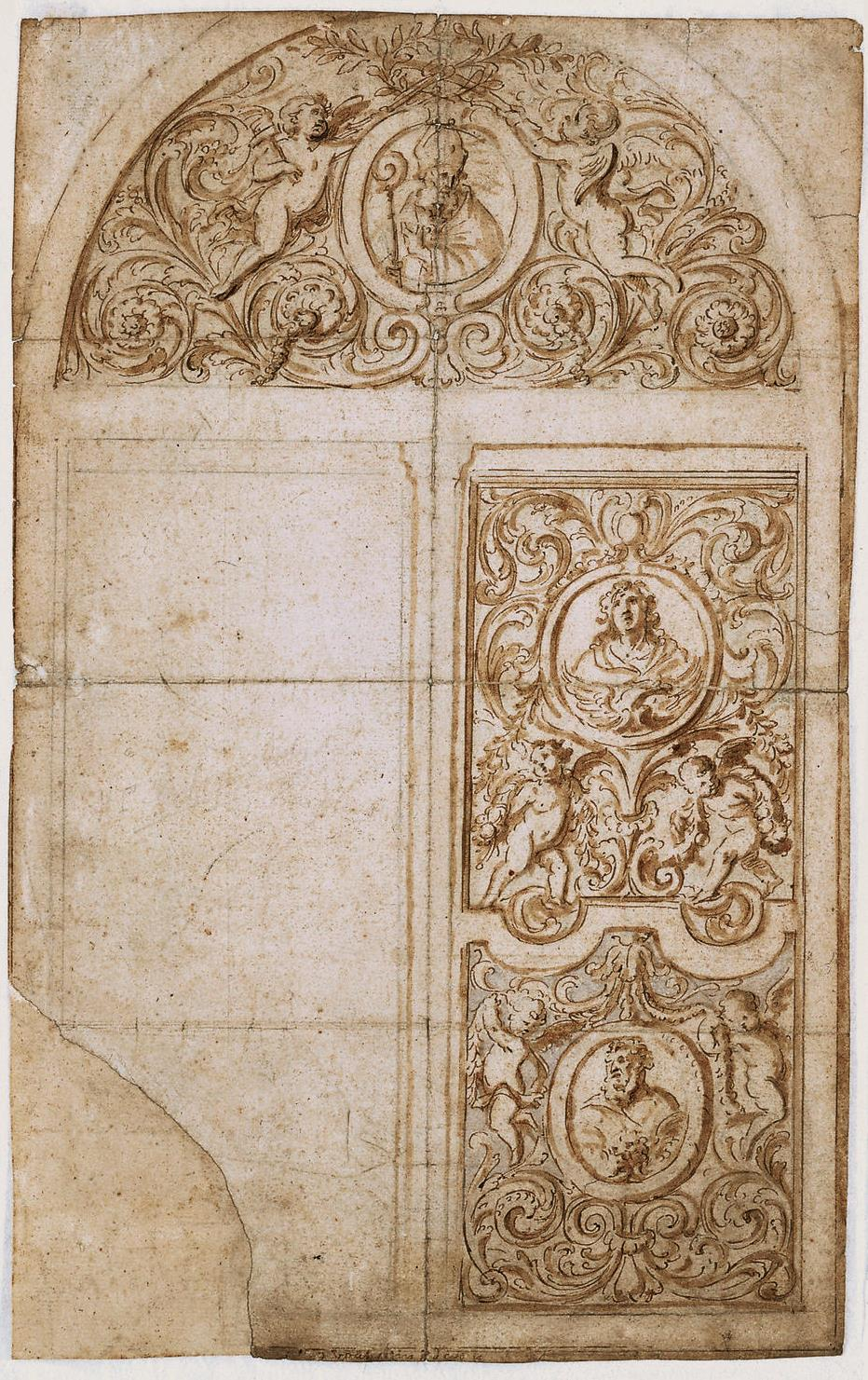
Ontwerp voor de poort van een Sint-Eligiuskapel, Museum Plantin-Moretus (bruikleen Erfgoedfonds)
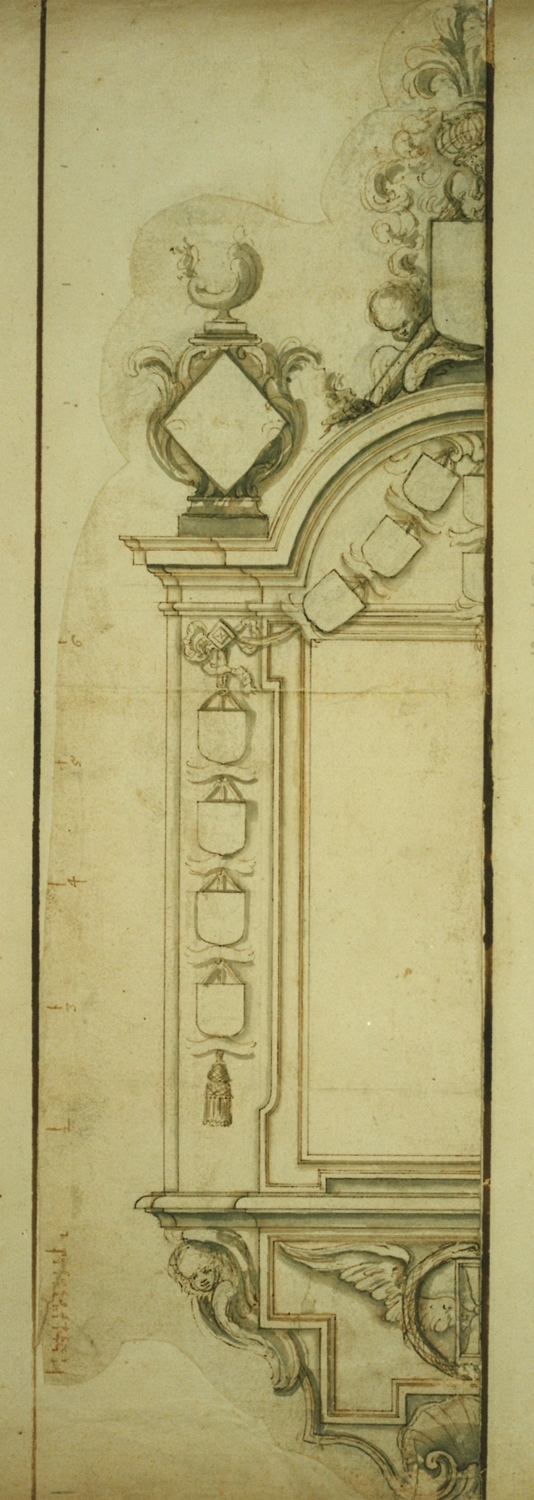
Ontwerp voor de linkerhelft van een grafmonument, Museum Plantin-Moretus (bruikleen Erfgoedfonds)
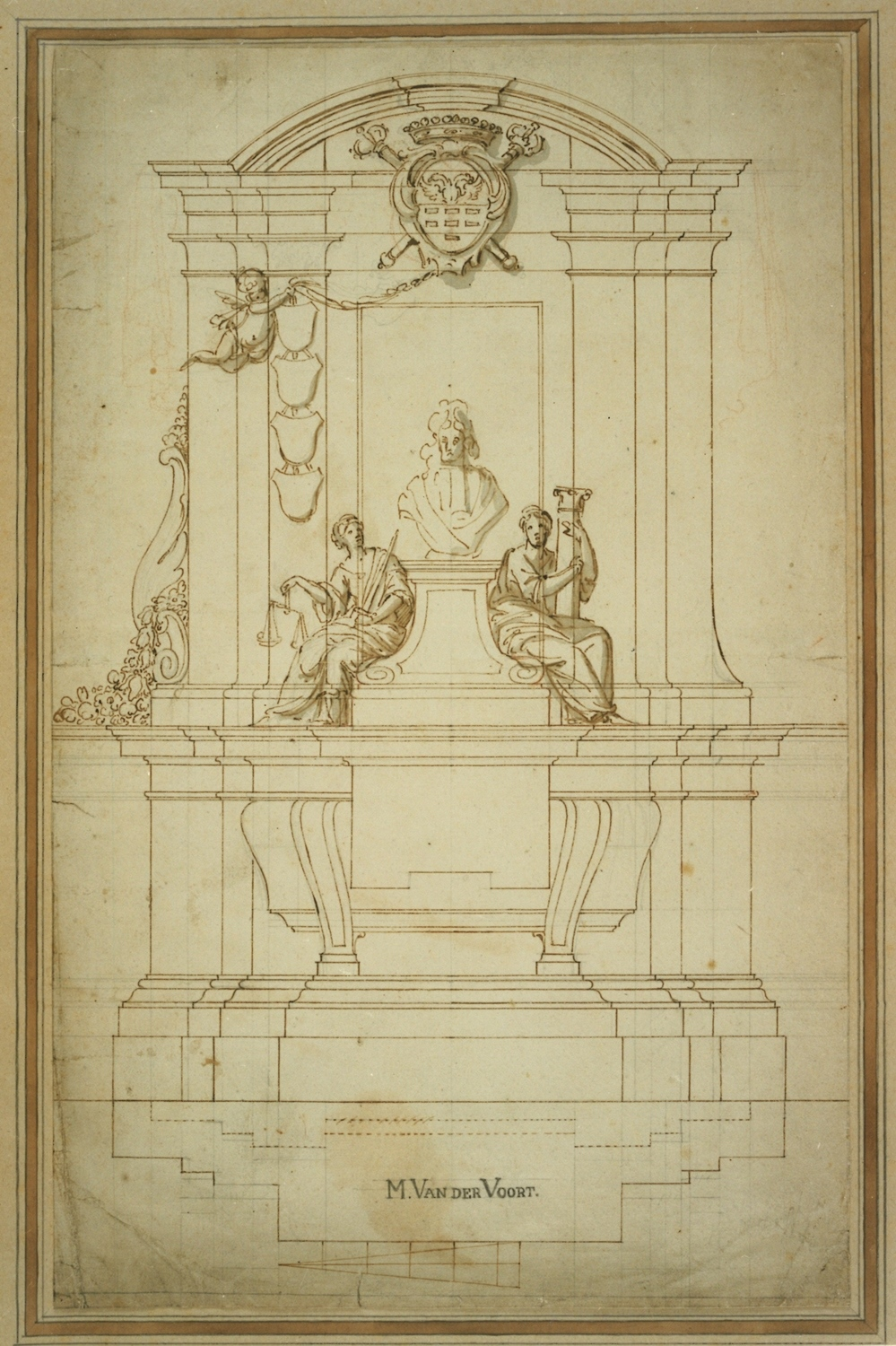
Ontwerp voor het grafmonument van Albert de Coxie in de Kerk der Dominicanen te Brussel, Museum Plantin-Moretus (bruikleen Erfgoedfonds)
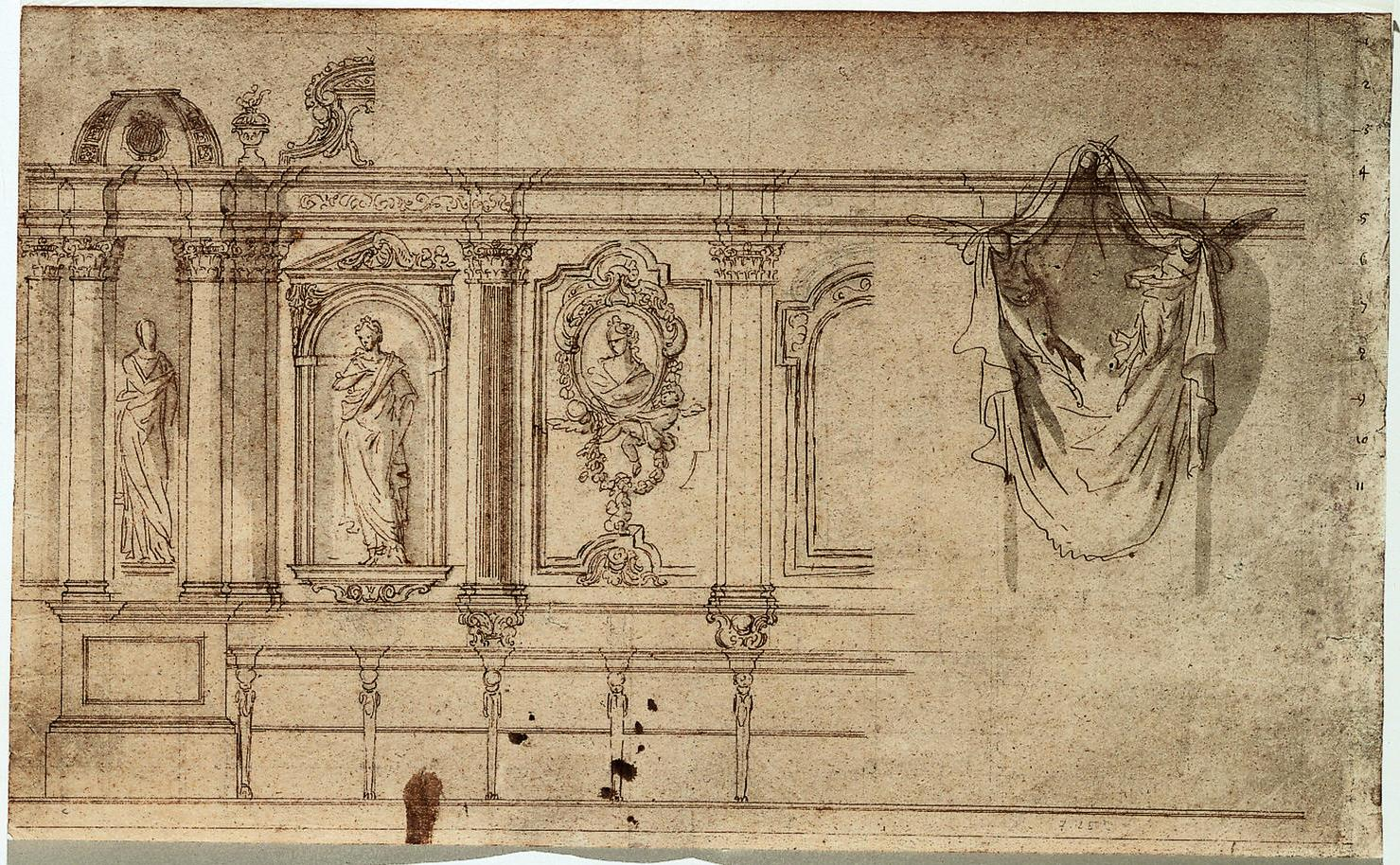
Ontwerp voor het voormalig koorgestoelte van de Sint-Michielskerk te Gent, Museum Plantin-Moretus (bruikleen Erfgoedfonds)
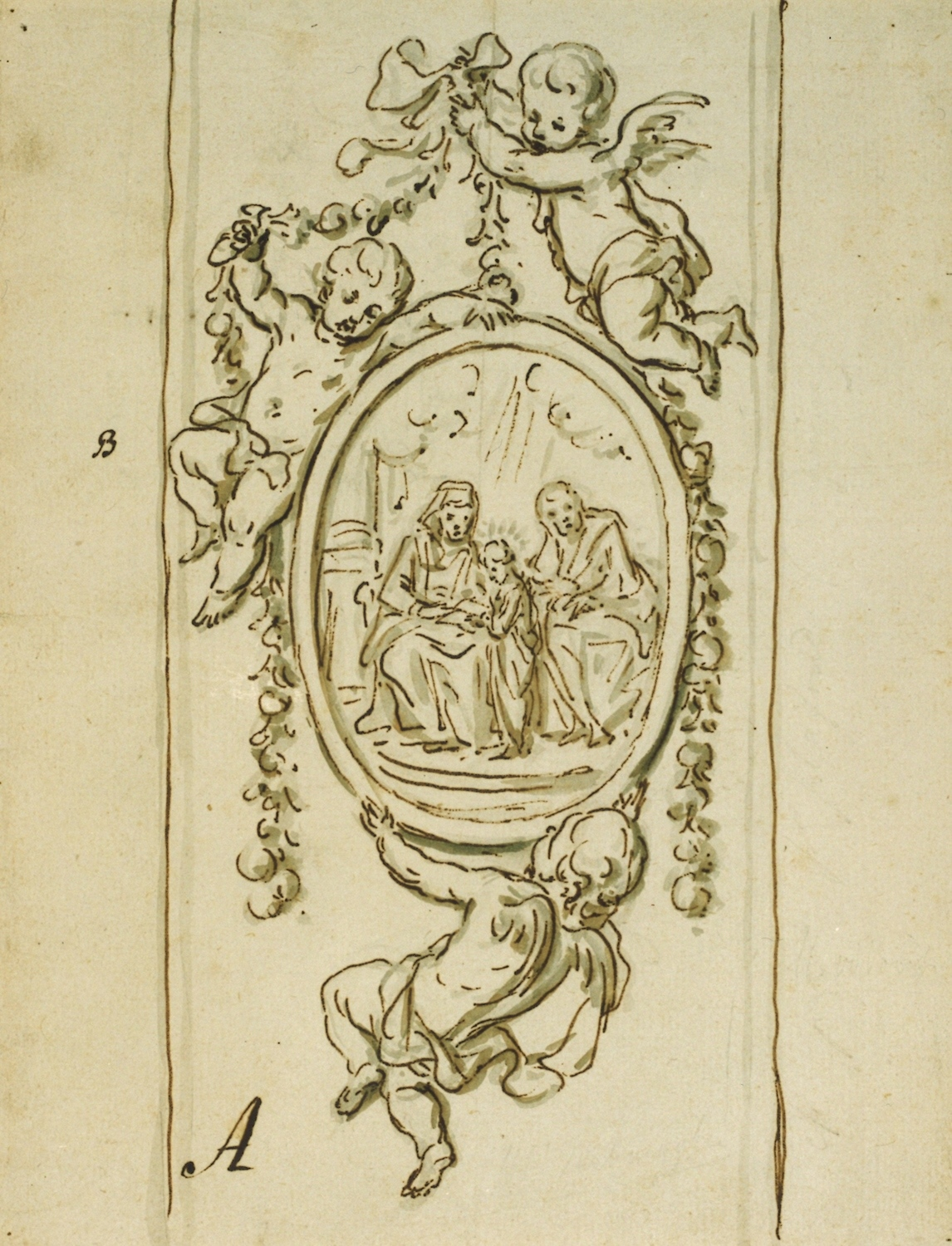
Michiel van der Voort, Ontwerp voor een medaillon met voorstelling van de heilige Anna die Maria onderricht geeft, Museum Plantin-Moretus (bruikleen Erfgoedfonds)
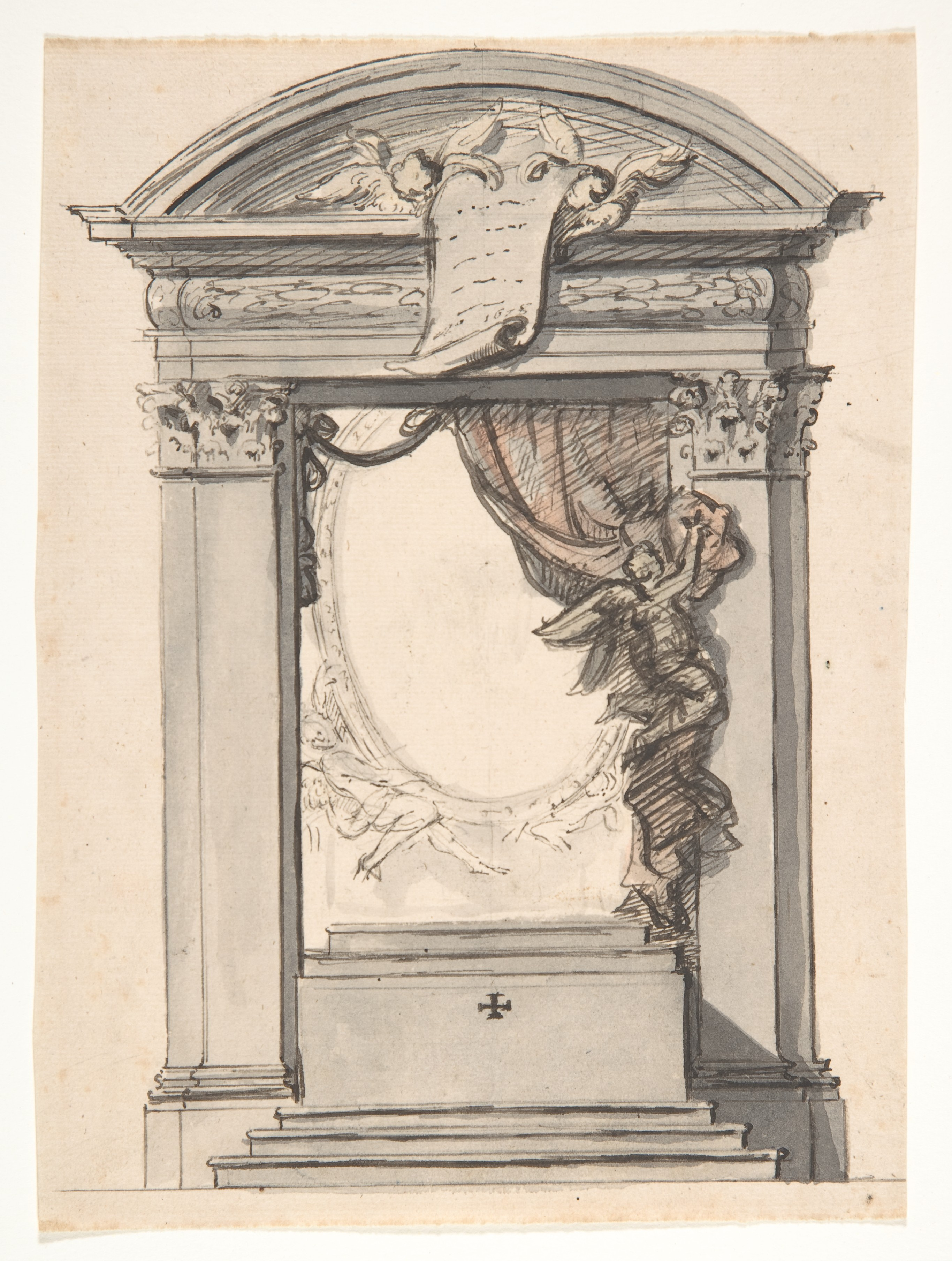
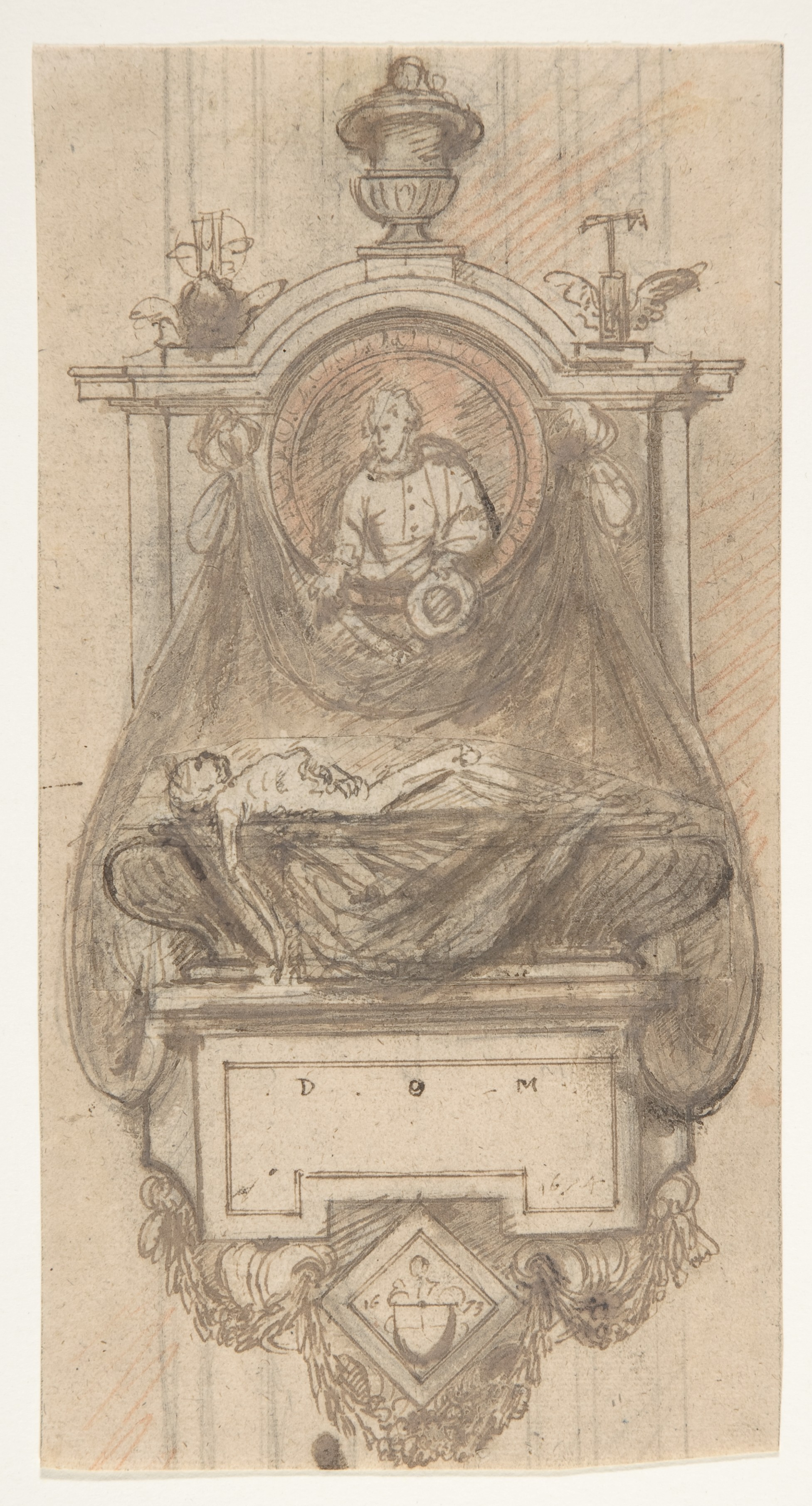
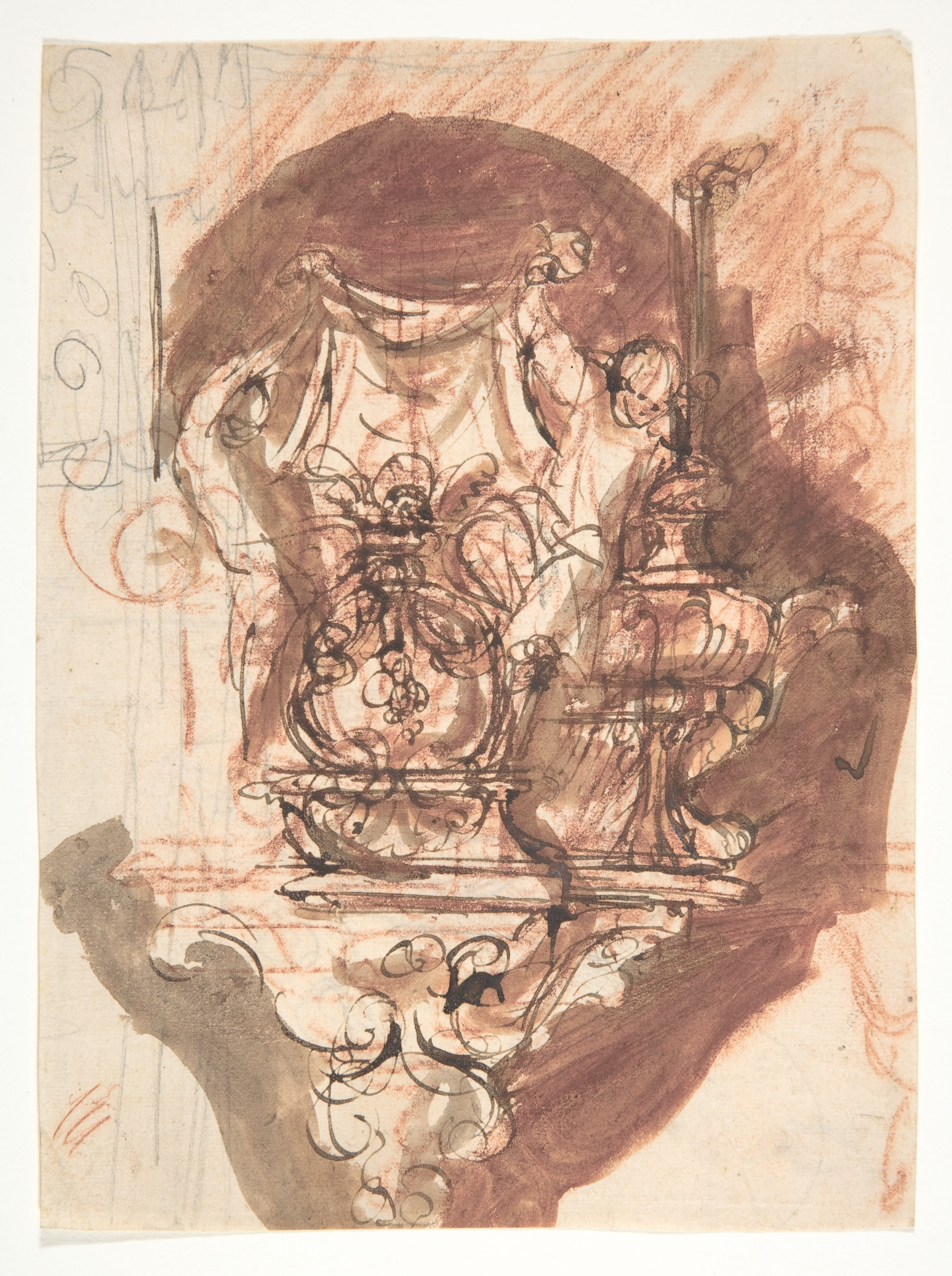
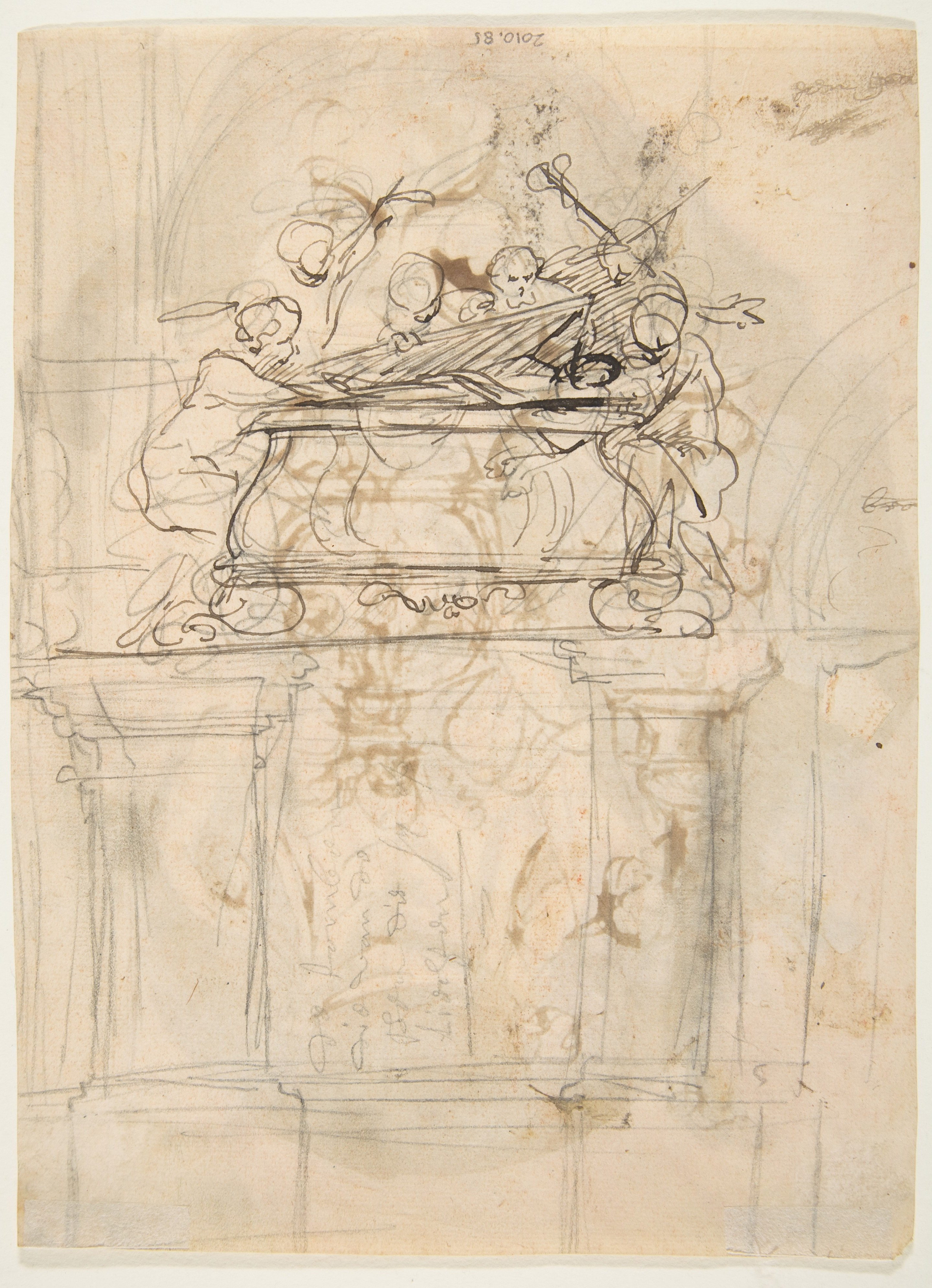
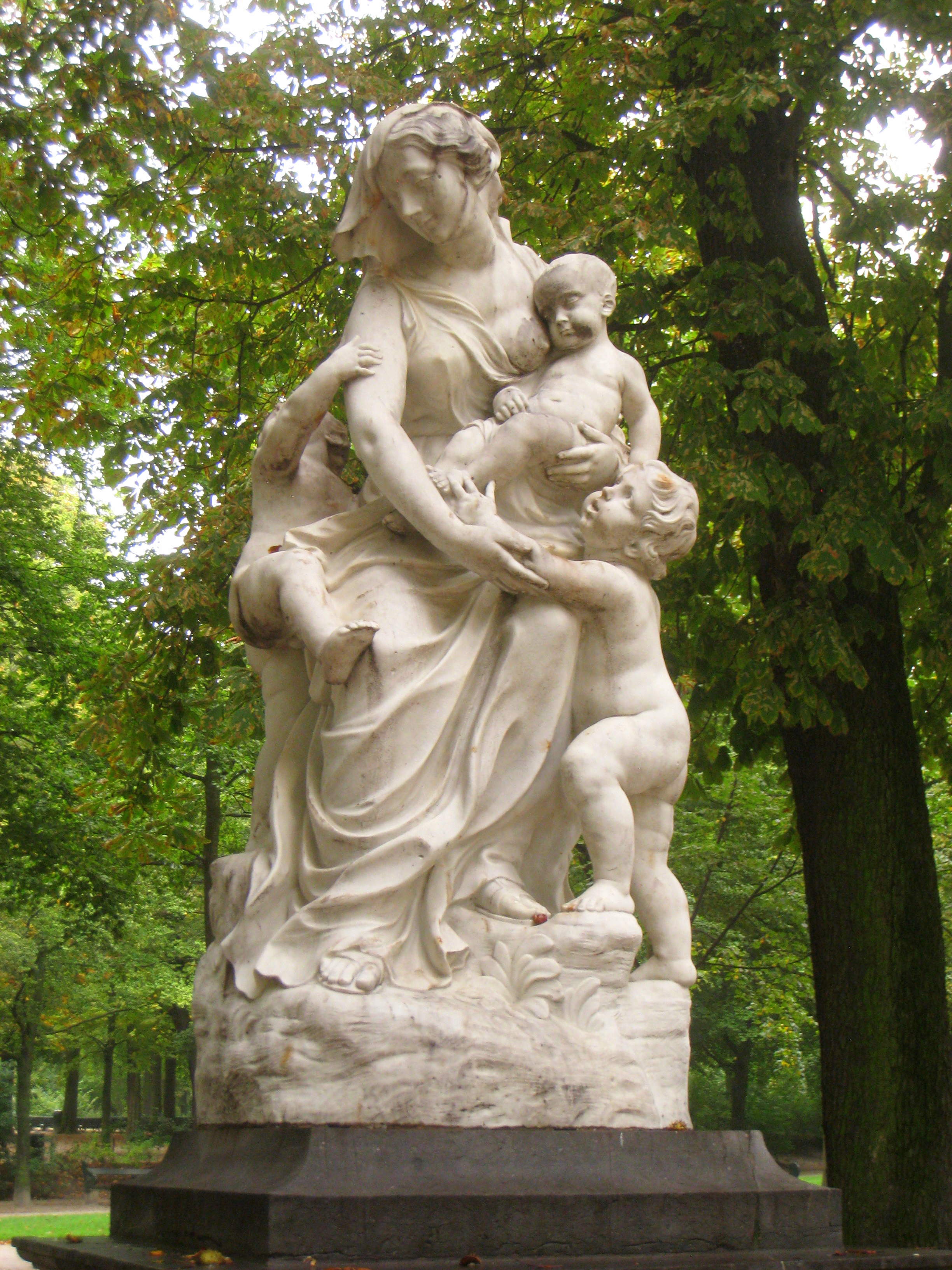
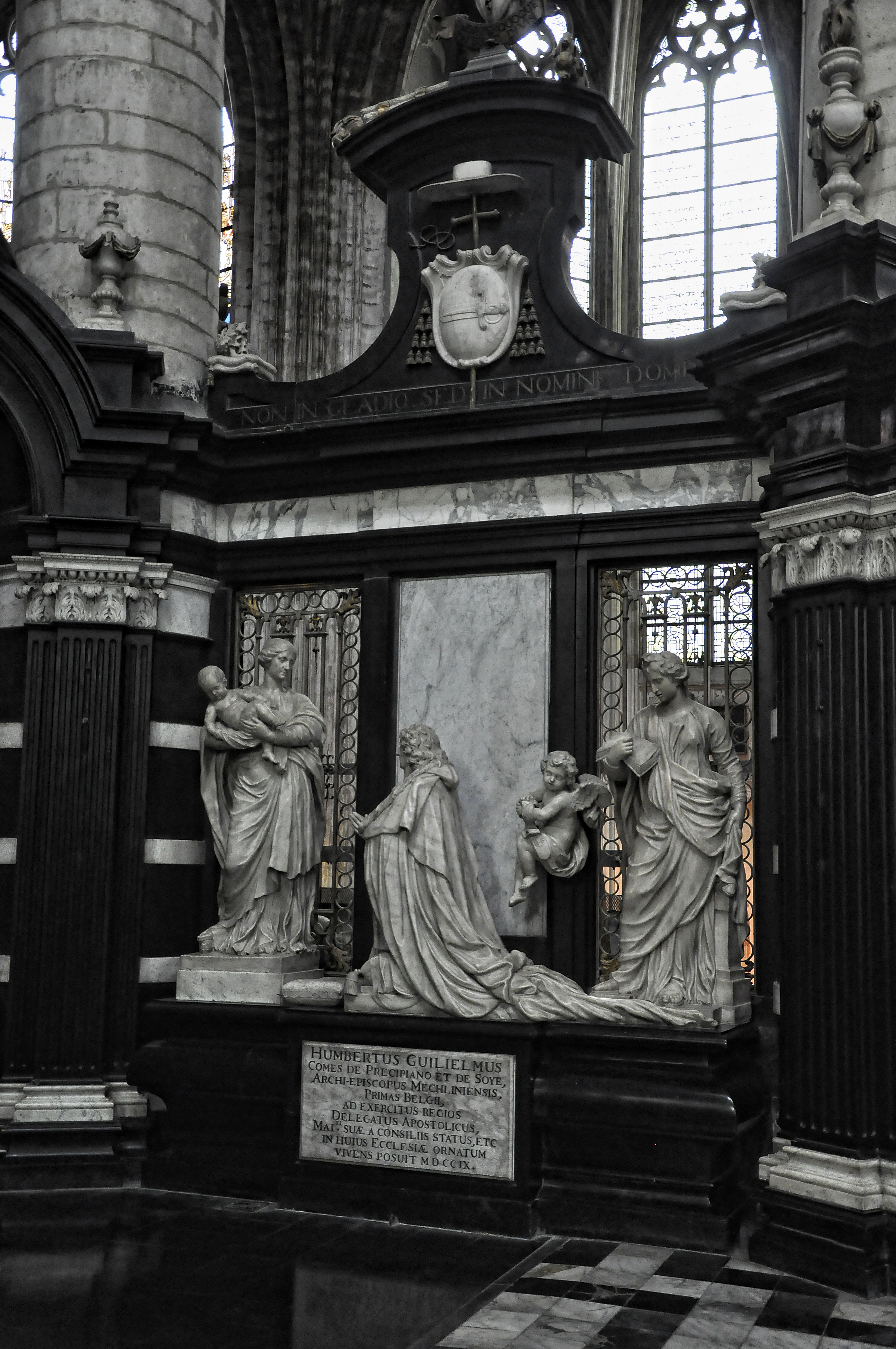
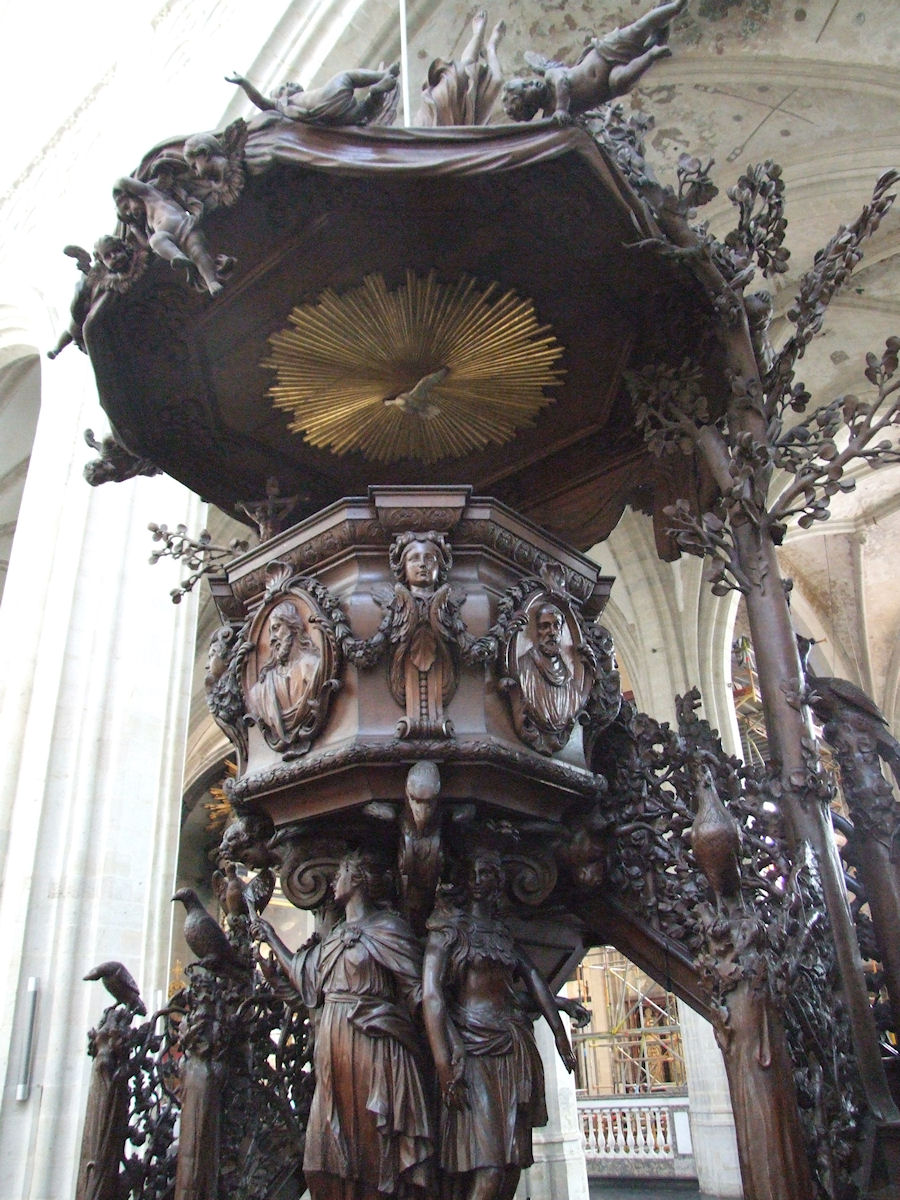